# 生田站 (秋田縣)
生田站（日语：／ Shōden eki */?）是位於日本秋田縣仙北市，屬於東日本旅客鐵道（JR東日本）田澤湖線的鐵路車站。

## 車站構造
本站為側式月台1面1線的地面車站，僅在月台上設置候車室。本站是由角館站負責管理的無人站。

## 历史
- 1955年（昭和30年）7月10日：車站啟用。
- 1987年（昭和62年）4月1日：因國鐵分割民營化，本站成為東日本旅客鐵道的車站。

## 車站周邊
- 國道46號
- 仙北市神代入口
- 羅森田澤湖神代店
- Daily YAMAZAKI 神代店

## 相鄰車站
東日本旅客鐵道
■田澤湖線
神代－生田－角館

## 相關項目
- 日本鐵路車站列表

## 外部連結
- JR東日本 生田站 （页面存档备份，存于）